# Conognatha percheroni
Conognatha percheroni es una especie de escarabajo del género Conognatha, familia Buprestidae. Fue descrita científicamente por Guérin-Méneville en 1831.